# Florence Earle Coates
Florence Earle Coates (ur. 1 lipca 1850, zm. 6 kwietnia 1927) – poetka amerykańska.

## Życiorys
Florence Van Leer Earle Nicholson Coates, bo tak brzmiało pełne imię i nazwisko poetki, urodziła się w Filadelfii. Byłą wnuczką znanego abolicjonisty Thomas Earle'a i najstarszą córką filadelfijskiego prawnika George'a H. Earle'a Seniora i Frances Van Leer Earle. W Nowej Anglii uczęszczała do szkoły prowadzonej przez Theodore'a Dwighta Welda, aktywnego działacza ruchu na rzecz wyzwolenia niewolników. Edukację kontynuowała w konwencie Świętego Serca w Paryżu. Bliska znajomość łączyła ją z Matthew Arnoldem, który zatrzymywał się w domu państwa Coatesów w czasie podróży po Ameryce z wykładami. Poetka pełniła ważne funkcje w środowisku literackim, była między innymi przewodniczącą miejscowego Towarzystwa Browingowskiego (1895-1902). Została też wybrana poetką-laureatką Pensylwanii (1915). Poetka była dwukrotnie zamężna. Najpierw poślubiła William Nicholson (1872), a po jego śmierci (1877) wyszła za mąż za Edwarda Hornora Coatesa (1879).

## Twórczość
Florence Earle Coates wydała między innymi tomiki Poems (1898), Mine and Thine (1905), Lyrics of Life (1909), The unconquered air, and other poems (1912) i Pro patria (1917).